# 紐費恩 (紐約州普查規定居民點)
紐費恩（英語：Newfane）是位於美國紐約州尼亞加拉縣的普查規定居民點。

## 人口
根據2020年美國人口普查的數據，紐費恩的面積為13.74平方千米，皆為陸地。當地共有人口3662人，而人口密度為每平方千米266.52人。